# María La Baja
María La Baja är en kommun i Colombia.   Den ligger i departementet Bolívar, i den norra delen av landet, 600 km norr om huvudstaden Bogotá. Antalet invånare är 45 395. Arean är 547 kvadratkilometer.
Terrängen i María La Baja är platt åt nordväst, men åt sydost är den kuperad.